# 134AS.000
Il 134AS.000 è un motore bialbero FIAT, montato su numerosi modelli di autovetture, che equipaggia unicamente la Lancia Montecarlo (sia coupé che spider) nelle sue due serie di produzione. Questo motore è stato prodotto dal 1975 al 1982.

## Caratteristiche
4 cilindri, 8 valvole, distribuzione a due alberi a camme in testa comandati da cinghia dentata (19mm, 148 denti). Basamento in ghisa e testata in alluminio con sedi valvola riportate. Alesaggio 84mm, corsa 90mm, cubatura totale 1995 cm³, volume della camera di combustione 59,73cm³, rapporto di compressione 9,35:1, potenza massima(DIN) 88,3 kW oppure 120 CV a 6000 giri/min, coppia massima (DIN) 170 N·m a 3400 giri/min. Il motore è inclinato all'indietro di 20°
Diagramma della distribuzione lato aspirazione:
- Inizio apertura 15° prima del PMS
- Fine chiusura 55° dopo il PMI

Diagramma della distribuzione lato scarico:
- Inizio apertura 57° prima del PMI
- Fine chiusura 13° dopo il PMS

Gioco valvole lato aspirazione 0,45 ± 0,05 mm.
Gioco valvole lato scarico 0,60 ± 0,05 mm.
Accensione a spinterogeno tipo Marelli 144 G oppure Marelli 144 N, rocchetto tipo Bosch 0.221.119.048. L'anticipo di accensione fisso su motore è di 10°. Le candele d'accensione sono di tipo Champion N7Y, Marelli CW 78 LP o Bosch W200 T 30.
Il carburatore di origine può essere di tipo  Weber 34 DATR 4/200 oppure 4/250, lo starter è automatico.
La pompa del carburante è di tipo elettromagnetico. La portata è di 115±5 l/h, pressione 0,35÷0,4 bar, assorbimento ≤ 1,3 A, tensione di funzionamento normale/nominale 12/6 V.

## Varianti
Nella seconda serie della vettura (dal telaio n°4001), chiamata Lancia Montecarlo, il motore rimaneva il medesimo, con alcune piccole differenze.
L'accensione diventa elettronica ed è costituita da distributore ad impulsatore magnetico tipo Marelli SM 801 BX e rocchetto completo di modulo di comando tipo  Marelli AEI 200 A, i medesimi montati anche su altre vetture del periodo come la Autobianchi A112 Abarth 5ª Serie e la Lancia Rally 037. L'anticipo di accensione fisso su motore è sempre di 10°.
La pompa del carburante diventa di tipo meccanico e quindi montata sul basamento. La portata è di 100 l/h, pressione 0,25÷0,3 bar.